# Hyperaccumulateur
Un hyperaccumulateur est un organisme capable d'accumuler dans ses tissus, sans en mourir, une quantité élevée, voire très élevée, d'un ou de plusieurs éléments toxiques ; généralement par le biais de la bioaccumulation. Les organismes les plus étudiés de ce point de vue sont des plantes hyperaccumulatrices, qui sont environ 0,2% des plantes vasculaires connues (soit environ 700 espèces dans le monde).
Certains hyperaccumulateurs sont utilisés pour extraire des métaux toxiques de milieux pollués (eau, sols ou stériles minières en général). Dans le cas des plantes, on parle de phytoremédiation.
En complément, certains métabolites et  exsudats (substances émises par les racines) peuvent jouer un rôle important ou essentiel dans la dégradation de certains polluants (organométalliques par exemple). Les micro-organismes du sol utilisent ces exsudats et les polluants conjointement, ce qui développe leur activité. Ces exsudats et les polluants sont probablement utilisés conjointement par les micro-organismes du sol, ce qui stimule l’activité de ces derniers.

## Spécificités
Dans le monde végétal, ces plantes sont rares (0,2%) parmi les plantes vasculaires. On les identifie cependant facilement au fait qu'elles sont les seules à survivre sur tout ou partie des substrats pollués par des métaux ou sur un sol normalement riche en métaux. 
Selon Pollard en 2014, elles se montrent capables de supporter des taux de métaux par feuilles sèches :
- supérieurs à 100 μg/g de feuilles en poids sec pour le Cd, le Se et le Tl ;
- à plus de 1000 μg/g pour l’As, le Ni, le Pb ;
- à plus de 3000 μg/g pour le Zn et à 10 000 μg/g pour le Mn.

Zeremski et al. notaient en 2021 que parmi 700 taxons classés hyperaccumulateurs de métaux, plus de 100 espèces appartiennent à la famille des Brassicaceae, une famille dont les membres sont presque tous non-mycorhiziens.

## Table d'hyperaccumulateurs – 1
Ce premier tableau gère les composants suivants : Al, Ag, As, Be, Cr, Cu, Mn, Hg, Mo, Pb, Pd, Pt, Se, Zn, Naphtalène.
La base de cette présente liste non exhaustive d'hyperaccumulateurs a été fournie par Stevie Famulari. Dans la colonne « Critères d'accumulation », H est pour Hyperaccumulateur, A pour Accumulateur, P pour -Précipitateur, T pour Tolérant.
| Polluant     | Critères d'accumulation (en mg/kg poids sec)                                                                               | Nom latin                                         | Nom commun                                                             | H-Hyperaccumulateur ou A-Accumulateur P-Précipitateur T-Tolérant                                             | Notes | Sources             |
| ------------ | --- | ------------------------------------------------- | ---------------------------------------------------------------------- | --- | --- | ------------------- |
| Al-Aluminium | A- | Agrostis castellana                               | Agrostide de Castille, Agrostis de Castille                            | As(H), Mn(A), Pb, Zn(A)                                                                                      | Origine Portugal | [ 6 ]               |
| Al-Aluminium | 1000 | Hordeum Vulgare                                   | Orge                                                                   | | 25 cas relevés | ,                   |
| Al-Aluminium | ? | Solidago hispida (Solidago canadensis L)          | Gerbe-d'or, Solidage du Canada                                         | ? | Origine Canada | ,                   |
| Al-Aluminium | 100 | Vicia faba                                        | Fève                                                                   | ... | ... | ,                   |
| Ag--Argent   | ? | Brassica napus                                    | Colza                                                                  | Cr, Hg, Pb, Se, Zn                                                                                           | Phytoextraction | ,                   |
| Ag-Argent    | ? | Kochia scoparia                                   | Bassia à balais, Bassie à balais, Belvédère                            | Pb, U. Cr, Hg, Se, Zn                                                                                        | Perchlorate (wetland halophytes). Phytoextraction | ,                   |
| Ag-Argent    | ? | Salix Spp.                                        | Osiers – Saules                                                        | Ag, Cr, Hg, Zn. Cd, Pb, U, MTBE. Pb.                                                                         | Phytoextraction. Perchlorate (wetland halophytes). | [ 10 ]              |
| As-Arsenic   | 100 | Agrostis capillaris L.                            | Agrostide capillaire ou commune, Agrostis capillaire ou commun         | ... | ... | [ 8 ]               |
| As-Arsenic   | ? | Agrostis castellana                               | Agrostide de Castille, Agrostis de Castille                            | Al(A), Mn(A), Pb, Zn(A)                                                                                      | Origine Portugal | [ 6 ]               |
| As-Arsenic   | 1000 | Agrostis tenerrima Trin.                          | Agrostide élégante (fluette, grêle) ou Agrostis élégant (fluet, grêle) | ? | 4 cas relevés | ,                   |
| As-Arsenic   | H-maximum observé: 27,000 (feuilles)                                                                                       | Pteris vittata L.                                 | Fougère à feuilles longues                                             | 26 % de l'arsenic du sol enlevé après 20 semaines de plantation, environ 90 % As accumulé dans les feuilles. | Les extraits de racines et de feuilles réduisent l'arséniate en arsenite. | ?                   |
| Be-Béryllium | ... | ...                                               | ...                                                                    | ... | Pas d'accumulation relevée | [ 8 ]               |
| Cd-Cadmium   | ? | Athyrium yokoscense                               | Fougère                                                                | Cd(A), Cu(H), Pb(H), Zn(H)                                                                                   | Origine Japon | [ 6 ]               |
| Cd-Cadmium   | >100 | Avena strigosa Schreb.                            | Avoine                                                                 | ... | ... | [ 16 ]              |
| Cd-Cadmium   | H- | Bacopa monnieri                                   | Smooth water hyssop                                                    | Cd(H), Cu(H), Cr(H), Hg(A), Pb(A)                                                                            | Origine Inde ; espèce aquatique émergente | ,                   |
| Cd-Cadmium   | H- | Brassicaceae                                      | choux                                                                  | Cd, Cs, Ni, Sr, Zn                                                                                           | Phytoextraction | ?                   |
| Cd-Cadmium   | ? | Brassica juncea L.                                | Chou faux Jonc ou Moutarde brune                                       | Cd(A), Cr(A), Cu(H), Ni(H), Pb(H), Pb(P), Ur(A), Zn(H)                                                       | Cultivé | ,                   |
| Cd-Cadmium   | H- | Callisneria Americana                             | Tape Grass                                                             | Cr(A), Cu(H), Pb(H)                                                                                          | Origines Europe et Afrique du Nord ; fréquemment cultivé dans l'industrie des aquariums | [ 6 ]               |
| Cd-Cadmium   | >100 | Crotalaria juncea                                 | ...                                                                    | ... | Quantités importantes de phénoliques solubles. | [ 16 ]              |
| Cd-Cadmium   | ? | Eichhornia crassipes                              | Jacinthe d'eau                                                         | Cr(A), Cu(A), Hg(H), Pb(H), Zn(A). Also Cs, Sr, U, et pesticides                                             | Pantropical/Subtropical, dite 'herbe à problème' | [ 6 ]               |
| Cd-Cadmium   | ? | Helianthus annuus                                 | Tournesol                                                              | ? | Phytoextraction & rhizofiltration | ,                   |
| Cd-Cadmium   | H- | Hydrilla verticallata                             | Hydrilla                                                               | Cr(A), Hg(H), Pb(H)                                                                                          | Origine Asie du S-E; introduite aux E.-U. d'Amérique, envahit les eaux chaudes de ce pays (The troublesome weed, l'herbe à problème)                                                                                       | [ 6 ]               |
| Cd-Cadmium   | H- | Lemna minor                                       | Petite Lenticule, Petite Lentille-d'eau                                | Cu(H), Pb(H), Zn(A)                                                                                          | Origine Amérique du Nord, largement répandue | [ 6 ]               |
| Cd-Cadmium   | T- | Pistia stratiotes                                 | Water Lettuce                                                          | Cr(H), Cu(T), Hg(H)                                                                                          | Pantropicale originaire du sud des États-Unis ; herbe aquatique | [ 6 ]               |
| Cd-Cadmium   | ? | Salix viminalis L.                                | Osier vert, Saule des vanniers                                         | Ag, Cr, Hg, Se, Zn. Aussi Pb, U, MTBE.                                                                       | Phytoextraction. Perchlorate (wetland halophytes). | [ 11 ]              |
| Cd-Cadmium   | H- | Spirodela polyrhiza                               | Lenticule (Lentille-d'eau, Spirodèle) à nombreuses racines             | Cr(H), Ni(H), Pb(H), Zn(A)                                                                                   | ? | ,                   |
| Cd-Cadmium   | > | Tagetes erecta L.                                 | African-tall                                                           | ? | Tolérance seulement. La peroxydation des lipides augmente ; les enzymes antioxydantes tels que la superoxyde dismutase, ascorbate peroxydase, glutathion réductase, et catalase sont moins actives en présence de cadmium. | [ 16 ]              |
| Cd-Cadmium   | ? | Thlaspi caerulescens                              | Tabouret bleuâtre, Tabouret des bois                                   | Cr(A), Co(H), Cu(H), Mo, Ni(H), Pb(H), Zn(H)                                                                 | Phytoextraction. Encourage une population bactérienne moins dense que pour Trifolium pratense mais plus riche en bactéries résistantes aux métaux.                                                                         | ,                   |
| Cd-Cadmium   | 1000 | Vallisneria spiralis                              | Vallisnérie, Vallisnérie en spirale                                    | ? | 37 cas relevés ; origine Inde | ,                   |
| Cr-Chrome    | ? | Azolla spp.                                       | ...                                                                    | ... | ... | ,                   |
| Cr-Chrome    | H- | Bacopa monnieri                                   | Smooth water hyssop                                                    | Cd(H), Cr(H), Cu(H), Hg(A), Pb(A)                                                                            | Origine Inde ; espèce aquatique émergente | [ 17 ]              |
| Cr-Chrome    | ? | Brassica juncea L.                                | Chou faux Jonc ou Moutarde brune                                       | Cd(A), Cr(A), Cu(H), Ni(H), Pb(H), Pb(P), Urr(A), Zn(H)                                                      | Cultivé | ,                   |
| Cr-Chrome    | ? | Brassica napus                                    | Colza                                                                  | Ag, Hg, Pb, Se, Zn                                                                                           | Phytoextraction | ,                   |
| Cr-Chrome    | A- | Callisneria Americana                             | Tape Grass                                                             | Cd(H), Cu(H), Pb(H)                                                                                          | Origines Europe et Afrique du Nord ; fréquemment cultivé dans l'industrie des aquariums | [ 6 ]               |
| Cr-Chrome    | 1000 | Dicoma niccolifera                                | ...                                                                    | ... | 35 cas relevés | [ 8 ]               |
| Cr-Chrome    | ? | Eichhornia crassipes                              | Jacinthe d'eau (?)                                                     | Ca(A), Cu(A), Hg(H), Pb(H), Zn(A). Also Cs, Sr, U, et pesticides.                                            | Pantropical/Subtropical, "herbe à problème" | [ 6 ]               |
| Cr-Chrome    | ? | Helianthus annuus                                 | ...                                                                    | ... | Phytoextraction & rhizofiltration | ,                   |
| Cr-Chrome    | A- | Hydrilla verticallata                             | Hydrilla                                                               | Cd(H), Hg(H), Pb(H)                                                                                          | Origine Asie du S-E; introduite aux E.-U. d'Amérique, envahit les eaux chaudes de ce pays (The troublesome weed, l'herbe à problème)                                                                                       | [ 6 ]               |
| Cr-Chrome    | ? | Kochia scoparia                                   | Bassia à balais, Bassie à balais, Belvédère                            | Pb, U. Ag, Hg, Se, Zn                                                                                        | Perchlorate (wetland halophytes). Phytoextraction | ,                   |
| Cr-Chrome    | ? | Medicago sativa                                   | Alfalfa                                                                | ... | ... | ,                   |
| Cr-Chrome    | H- | Pistia stratiotes                                 | Water lettuce                                                          | Cd(T), Cu(T), Hg(H)                                                                                          | Pantropicale originaire du sud des États-Unis ; herbe aquatique | ,                   |
| Cr-Chrome    | ? | Salvinia molesta                                  | Kariba weeds ou water ferns                                            | Cr(H), Ni(H), Pb(H), Zn(A)                                                                                   | ? | ,                   |
| Cr-Chrome    | ? | Salix Spp.                                        | Osier – Saule                                                          | Ag, Cr, Hg, Se, Zn. Pb, U, MTBE.                                                                             | Phytoextraction. Perchlorate (wetland halophytes). | [ 11 ]              |
| Cr-Chrome    | H- | Spirodela polyrhiza                               | Lenticule (Lentille-d'eau, Spirodèle) à nombreuses racines             | Cd(H), Ni(H), Pb(H), Zn(A)                                                                                   | ? | ,                   |
| Cr-Chrome    | 100 | Sutera fodina                                     | ...                                                                    | ... | ... | ,                   |
| Cr-Chrome    | A- | Thlaspi caerulescens                              | Tabouret bleuâtre, Tabouret des bois                                   | Cd(H), Co(H), Cu(H), Mo, Ni(H), Pb(H), Zn(H)                                                                 | Phytoextraction. La plante pourrait acidifier sa rhizosphère, ce qui affecterait l'absorption des métaux en augmentant leur disponibilité.                                                                                 | ,                   |
| Cu-Cuivre    | ? | Athyrium yokoscense                               | Fougère                                                                | Cd(A), Pb(H), Zn(H)                                                                                          | Origine Japon | [ 6 ]               |
| Cu-Cuivre    | 9000 | Aeolanthus biformifolius                          | ...                                                                    | ... | Origine Afrique | [ 33 ]              |
| Cu-Cuivre    | ? | Azolla filiculoides                               | Azolla fausse Filicule                                                 | Ni(A), Pb(A), Mn(A)                                                                                          | Origine Afrique ; espèce aquatique flottante | [ 6 ]               |
| Cu-Cuivre    | H- | Bacopa monnieri                                   | Smooth water hyssop                                                    | Cd(H), Cr(H), Hg(A), Pb(A)                                                                                   | Origine Inde ; espèce aquatique émergente | ,                   |
| Cu-Cuivre    | ? | Brassica juncea L.                                | Chou faux Jonc ou Moutarde brune                                       | Cd(A), Cr(A), Cu(H), Ni(H), Pb(H), Pb(P), Urr(A), Zn(H)                                                      | Cultivé | ,                   |
| Cu-Cuivre    | ? | Callisneria Americana                             | Tape Grass                                                             | Cd(H), Cr(A), Pb(H)                                                                                          | Origines Europe et Afrique du Nord; fréquemment cultivé dans l'industrie des aquariums | [ 6 ]               |
| Cu-Cuivre    | ? | Eichhornia crassipes                              | Jacinthe d'eau (?)u                                                    | Cd(H), Cr(A), Hg(H), Pb(H), Zn(A). Also Cs, Sr, U, et pesticides.                                            | Pantropical/Subtropical, "herbe à problème" | [ 6 ]               |
| Cu-Cuivre    | ? | Helianthus annuus                                 | Tournesol                                                              | ? | Phytoextraction & rhizofiltration | ,                   |
| Cu-Cuivre    | 1000 | Larrea tridentata                                 | ...                                                                    | ... | 67 cas relevés, origine U.S. | ,                   |
| Cu-Cuivre    | H- | Lemna minor                                       | Petite Lenticule, Petite Lentille-d'eau                                | Cd(H), Pb(H), Zn(A)                                                                                          | Origine Amérique du Nord, largement répandue | [ 6 ]               |
| Cu-Cuivre    | T- | Pistia stratiotes                                 | Water Lettuce                                                          | Cd(T), Cr(H), Hg(H)                                                                                          | Pantropicale originaire du sud des États-Unis ; herbe aquatique | [ 6 ]               |
| Cu-Cuivre    | ? | Thlaspi caerulescens                              | Tabouret bleuâtre, Tabouret des bois                                   | Cd(H), Cr(A), Co(H), Mo, Ni(H), Pb(H), Zn(H)                                                                 | Phytoextraction. Le cuivre limite de façon notable la croissance de T. caerul.. | ,                   |
| Cu-Cuivre    | 100 | ...                                               | ...                                                                    | ... | ... | ,                   |
| Mn-Manganèse | A- | Agrostis castellana                               | Agrostide de Castille, Agrostis de Castille                            | Al(A), As(H), Pb, Zn(A)                                                                                      | Origine Portugal | [ 6 ]               |
| Mn-Manganèse | ? | Azolla filiculoides                               | Azolla fausse Filicule                                                 | Cu(A), Ni(A), Pb(A)                                                                                          | Origine Afrique ; espèce aquatique flottante | [ 6 ]               |
| Mn-Manganèse | ? | Brassica juncea L.                                | Chou faux Jonc ou Moutarde brune                                       | ... | ... | ,                   |
| Mn-Manganèse | ? | Helianthus annuus                                 | Tournesol                                                              | ? | Phytoextraction & rhizofiltration | [ 10 ]              |
| Mn-Manganèse | 1000 | Macademia neurophylla                             | ...                                                                    | ... | 28 cas relevés | ,                   |
| Mn-Manganèse | 200 | ...                                               | ...                                                                    | ... | ... | [ 8 ]               |
| Hg-Mercure   | A- | Bacopa monnieri                                   | Smooth water hyssop                                                    | Cd(H), Cu(H), Cr(H), Hg(A), Pb(A)                                                                            | Origine Inde ; espèce aquatique émergente | ,                   |
| Hg-Mercure   | ? | Brassica napus                                    | Colza                                                                  | Ag, Cr, Pb, Se, Zn                                                                                           | Phytoextraction | ,                   |
| Hg-Mercure   | ? | Eichhornia crassipes                              | Jacinthe d'eau (?)                                                     | Cd(H), Cr(A), Cu(A), Pb(H), Zn(A). Also Cs, Sr, U, et pesticides.                                            | Pantropical/Subtropical, "herbe à problème" | [ 6 ]               |
| Hg-Mercure   | H- | Hydrilla verticallata                             | Hydrilla                                                               | Cd(H), Cr(A), Pb(H)                                                                                          | Origine Asie du S-E; introduite aux E.-U. d'Amérique, envahit les eaux chaudes de ce pays (The troublesome weed, l'herbe à problème)                                                                                       | [ 6 ]               |
| Hg-Mercure   | ? | Kochia scoparia                                   | Bassia à balais, Bassie à balais, Belvédère                            | Pb, U. Ag, Cr, Se, Zn                                                                                        | Perchlorate (wetland halophytes). Phytoextraction | ,                   |
| Hg-Mercure   | 1000 | Pistia stratiotes                                 | Water lettuce                                                          | Cd(T), Cr(H), Cu(T)                                                                                          | 35 cas relevés. Pantropicale originaire du sud des États-Unis; herbe aquatique. | ,                   |
| Hg-Mercure   | ? | Salix Spp.                                        | Osier – Saule                                                          | Ag, Cr, Se, Zn. Pb, U, MTBE.                                                                                 | Phytoextraction. Perchlorate (wetland halophytes). | [ 11 ]              |
| Mo-Molybdène | 1500 | Thlaspi caerulescens                              | Tabouret bleuâtre, Tabouret des bois                                   | Cd(H), Cr(A), Co(H), Cu(H), Ni(H), Pb(H), Zn(H)                                                              | phytoextraction | ,                   |
| Naphtalène   | ? | Festuca arundinacea                               | Tall Fescue                                                            | ? | augmente les gènes cataboliques et la minéralisation du naphtalène | [ 36 ]              |
| Naphtalène   | ? | Trifolium hirtum                                  | Trèfle rose                                                            | ? | diminue les gènes cataboliques et la minéralisation du naphtalène | [ 36 ]              |
| Pd-Palladium | ... | ...                                               | ...                                                                    | ... | pas de cas relevé | [ 11 ]              |
| Pt-Platine   | ... | ...                                               | ...                                                                    | ... | pas de cas relevé | [ 8 ]               |
| Pb-Plomb     | A- | Agrostis castellana                               | Agrostide de Castille, Agrostis de Castille                            | Al(A), As(H), Mn(A), Zn(A)                                                                                   | Origine Portugal | [ 6 ]               |
| Pb-Plomb     | ? | Ambrosia artemisiifolia                           | Ragweed                                                                | ... | ... | [ 9 ]               |
| Pb-Plomb     | ? | Armeria maritima                                  | Seapink Thrift                                                         | ... | ... | [ 9 ]               |
| Pb-Plomb     | ? | Athyrium yokoscense                               | Fougère                                                                | Cd(A), Cu(H), Zn(H)                                                                                          | Origine Japon | [ 6 ]               |
| Pb-Plomb     | A- | Azolla filiculoides                               | Azolla fausse Filicule                                                 | Cu(A), Ni(A), Mn(A)                                                                                          | Origine Afrique ; espèce aquatique flottante | [ 6 ]               |
| Pb-Plomb     | A- | Bacopa monnieri                                   | Smooth water hyssop                                                    | Cd(H), Cu(H), Cr(H), Hg(A)                                                                                   | Origine Inde ; espèce aquatique émergente | ,                   |
| Pb-Plomb     | H- | Brassica juncea                                   | Chou faux Jonc ou Moutarde brune                                       | Cd(A), Cr(A), Cu(H), Ni(H), Pb(H), Pb(P), Ur(A), Zn(H)                                                       | 79 cas relevés. Phytoextraction | ,                   |
| Pb-Plomb     | ? | Brassica napus                                    | Colza                                                                  | Ag, Cr, Hg, Se, Zn                                                                                           | Phytoextraction | ,                   |
| Pb-Plomb     | ? | Brassica oleracea                                 | Kale et Chou ornemental, Broccoli                                      | ... | ... | [ 9 ]               |
| Pb-Plomb     | H- | Callisneria Americana                             | Tape Grass                                                             | Cd(H), Cr(A), Cu(H)                                                                                          | Origines Europe et Afrique du Nord; extensément cultivé dans l'industrie des aquariums | [ 6 ]               |
| Pb-Plomb     | ? | Eichhornia crassipes                              | Jacinthe d'eau (?)                                                     | Cd(H), Cr(A), Cu(A), Hg(H), Zn(A). Also Cs, Sr, U et pesticides                                              | Pantropical/Subtropical, 'the troublesome weed' (l'herbe à problème) | [ 6 ]               |
| Pb-Plomb     | ? | Festuca ovina                                     | Blue Sheep Fescue                                                      | ... | ... | [ 9 ]               |
| Pb-Plomb     | ? | Helianthus annuus                                 | Tournesol                                                              | ? | Phytoextraction & rhizofiltration | ,                   |
| Pb-Plomb     | H- | Hydrilla verticallata                             | Hydrilla                                                               | Cd(H), Cr(A), Hg(H)                                                                                          | Origine Asie du S-E ; introduite aux E.-U. d'Amérique, envahit les eaux chaudes de ce pays (The troublesome weed, l'herbe à problème)                                                                                      | [ 6 ]               |
| Pb-Plomb     | H- | Lemna minor                                       | Petite Lenticule, Petite Lentille-d'eau                                | Cd(H), Cu(H), Zn(A)                                                                                          | Origine Amérique du Nord, largement répandue | [ 6 ]               |
| Pb-Plomb     | ? | Salix viminalis L.                                | Osier vert, Saule des vanniers                                         | Ag, Cr, Hg, Se, Zn. Cd, U, MTBE.                                                                             | ? | [ 11 ]              |
| Pb-Plomb     | H- | Salvinia molesta                                  | Water Fern                                                             | Cr(H), Ni(H), Pb(H), Zn(A)                                                                                   | Origine Inde | [ 6 ]               |
| Pb-Plomb     | H- | Spirodela polyrhiza                               | Lenticule (Lentille-d'eau, Spirodèle) à nombreuses racines             | Cd(H), Cr(H), Ni(H), Zn(A)                                                                                   | ? | ,                   |
| Pb-Plomb     | ? | Thlaspi caerulescens                              | Tabouret bleuâtre, Tabouret des bois                                   | Cd(H), Cr(A), Co(H), Cu(H), Mo(H), Ni(H), Zn(H)                                                              | Phytoextraction. | ,                   |
| Pb-Plomb     | ? | Thlaspi rotundifolium                             | Pennycress                                                             | ... | ... | [ 9 ]               |
| Pb-Plomb     | ? | Triticum aestivum                                 | Wheat (scout)                                                          | ... | ... | [ 9 ]               |
| Se-Sélénium  | ? | Brassica juncea                                   | Chou faux Jonc ou Moutarde brune                                       | ? | Bactéries de la rhizosphère enhancent accumulation | [ 10 ]              |
| Se-Sélénium  | ? | Brassica napus                                    | Colza                                                                  | Ag, Cr, Hg, Pb, Zn                                                                                           | Phytoextraction | ,                   |
| Sélénium-Se  | 1,9 % de la masse totale de Se fournie est accumulé dans les tissus de C. canescens; 0,5 % est éliminé via volatilisation. | Chara canescens Desv. & Lois                      | [Muskgrass]                                                            | ? | Chara traitée avec du sélénite contient 91 % du Se total sous des formes organiques (sélénoéthers and disélénides), comparé à 47 % pour le [muskgrass] traité avec du sélénate.                                            | [ 39 ]              |
| Se-Sélénium  | ? | Kochia scoparia                                   | Bassia à balais, Bassie à balais, Belvédère                            | Pb, U. Ag, Cr, Hg, Zn                                                                                        | Perchlorate (wetland halophytes). Phytoextraction | ,                   |
| Se-Sélénium  | ? | Salix Spp.                                        | Osier – Saule                                                          | Ag, Cr, Hg, Zn. Cd, Pb, U, MTBE. Pb.                                                                         | Perchlorate (wetland halophytes). Phytoextraction | [ 10 ]              |
| Zn-Zinc      | A- | Agrostis castellana                               | Agrostide de Castille, Agrostis de Castille                            | As(H), Pb(A), Mn(A), Al(A)                                                                                   | Origine Portugal | [ 6 ]               |
| Zn-Zinc      | ? | Athyrium yokoscense                               | Fougère                                                                | Cd(A), Cu(H), Pb(H)                                                                                          | Origine Japon | [ 6 ]               |
| Zn-Zinc      | ? | Brassicaceae                                      | ?                                                                      | Hyperaccumulators: Cd, Cs, Ni, Sr                                                                            | Phytoextraction | [ 10 ]              |
| Zn-Zinc      | ? | Brassica juncea L.                                | Chou faux Jonc ou Moutarde brune                                       | Cd(A), Cr(A), Cu(H), Ni(H), Pb(H), Pb(P), Urr(A)                                                             | Les larves de Pieris brassicae (Piéride du Chou) refusent toute ingestion de ses feuilles à taux en zinc élevé. (Pollard et Baker, 1997)                                                                                   | ,                   |
| Zn-Zinc      | ? | Brassica napus                                    | Colza                                                                  | Ag, Cr, Hg, Pb, Se                                                                                           | Phytoextraction | ,                   |
| Zn-Zinc      | ? | Eichhornia crassipes                              | Jacinthe d'eau (?)                                                     | Cd(H), Cr(A), Cu(A), Hg(H), Pb(H). Also Cs, Sr, U, et pesticides.                                            | Pantropical/Subtropical, "herbe à problème" | [ 6 ]               |
| Zn-Zinc      | ? | Helianthus annuus                                 | Tournesol                                                              | ? | Phytoextraction & rhizofiltration | ,                   |
| Zn-Zinc      | ? | Kochia scoparia                                   | Bassia à balais, Bassie à balais, Belvédère                            | Pb, U. Ag, Cr, Hg, Se                                                                                        | Perchlorate (wetland halophytes). Phytoextraction | ,                   |
| Zn-Zinc      | A- | Lemna minor                                       | Petite Lenticule, Petite Lentille-d'eau                                | Cd(H), Cu(H), Pb(H)                                                                                          | Origine Amérique du Nord, largement répandue | ?                   |
| Zn-Zinc      | ? | Salix Spp.                                        | Osier – Saule                                                          | Ag, Cr, Hg, Se. Aussi Cd, Pb, U MTBE,.                                                                       | Phytoextraction. Perchlorate (wetland halophytes). | ,                   |
| Zn-Zinc      | ? | Salix viminalis L.                                | Osier vert, Saule des vanniers                                         | Ag, Cr, Hg, Se, Zn. Pb, U, MTBE.                                                                             | Phytoextraction. Perchlorate (wetland halophytes). | [ 11 ]              |
| Zn-Zinc      | A- | Salvinia molesta                                  | Water Fern                                                             | Cr(H), Ni(H), Pb(H), Zn(A)                                                                                   | Origine Inde | [ 6 ]               |
| Zn-Zinc      | 1400 | Silene vulgaris (Moench) Garcke (Caryophyllaceae) | ...                                                                    | ... | ... | Ernst et al. (1990) |
| Zn-Zinc      | A- | Spirodela polyrhiza                               | Lenticule (Lentille-d'eau, Spirodèle) à nombreuses racines             | Cd(H), Ni(H), Pb(H)                                                                                          | ? | ,                   |
| Zn-Zinc      | 10,000 | Thlaspi caerulescens                              | Tabouret bleuâtre, Tabouret des bois                                   | Cd(H), Cr(A), Co(H), Cu(H), Mo, Ni(H), Pb(H)                                                                 | 48 plantes notées pour Zn. Thlaspi c. acidifie sa rhizosphère, ce qui facilite l'absorption en solubilisant les métaux | ,                   |
| Zn-Zinc      | ? | Trifolium pratense                                | Trèfle rouge                                                           | accumulateur de non-métaux                                                                                   | Sa rhizosphère est plus dense en population microbienne que celle Thlaspi caerulescens, mais les bactéries de Thlaspi c. sont plus résistantes aux métaux.                                                                 | ?                   |

## Table d'hyperaccumulateurs:Nickel
| Polluant  | Critères d'accumulation (en mgs/kg poids sec) | Nom latin                                                                    | Nom commun                                                 | H-Hyperaccumulateur ou A-Accumulateur P-Précipitateur T-Tolérant | Notes | Sources                |
| --------- | --------------------------------------------- | ---------------------------------------------------------------------------- | ---------------------------------------------------------- | --- | --- | ---------------------- |
| Ni-Nickel | 9090                                          | Alyssum akamasicum B.L. Burtt (Brassica)                                     | ...                                                        | ... | Distrib. Cyprus | ,                      |
| Ni-Nickel | 11700                                         | Alyssum discolor T.R. Dudley & Huber-Morah (Brassica)                        | ...                                                        | ... | Distrib. Turquie | [ 23 ]                 |
| Ni-Nickel | 16500                                         | Alyssum dubertretii gomb (Brassica)                                          | ...                                                        | ... | Distrib. Turquie | [ 23 ]                 |
| Ni-Nickel | 4550                                          | Alyssum euboeum Halacsy (Brassica)                                           | ...                                                        | ... | Distrib. Grèce | [ 23 ]                 |
| Ni-Nickel | 11500                                         | Alyssum eriophyllum Boiss. et Hausskn. (Brassica)                            | ...                                                        | ... | Distrib. Turquie | [ 23 ]                 |
| Ni-Nickel | 3960                                          | Alyssum fallacinum Boiss. et Balansa (Brassica)                              | ...                                                        | ... | Distrib. Crète | [ 23 ]                 |
| Ni-Nickel | 7700                                          | Alyssum floribundum Boiss. et Balansa (Brassica)                             | ...                                                        | ... | Distrib. Turquie | [ 23 ]                 |
| Ni-Nickel | 7390                                          | Alyssum giosnanum Nyar. (Brassica)                                           | ...                                                        | ... | Distrib. Turquie | [ 23 ]                 |
| Ni-Nickel | 12500                                         | Alyssum heldreichii Hausskn. (Brassica)                                      | ...                                                        | ... | Distrib. Grèce. Les graines accumulent relativement beaucoup moins de nickel (1880 mg/kg) que les autres parties de la plante notamment les feuilles                          | [ 23 ]                 |
| Ni-Nickel | 13500                                         | Alyssum Huber-Morathii T.R.Dudley (Brassica)                                 | ...                                                        | ... | Distrib. Turkie | [ 23 ]                 |
| Ni-Nickel | 22400                                         | Alyssum lesbiacum (P. candargi) Rech.f (Brassica)                            | ...                                                        | ... | Distrib. Grèce | [ 23 ]                 |
| Ni-Nickel | 13700                                         | Alyssum markgrafii O.E. Schulz (Brassica)                                    | ...                                                        | ... | Distrib. Albanie | [ 23 ]                 |
| Ni-Nickel | 24300                                         | Alyssum masmenkaeum Boiss. (Brassica)                                        | ...                                                        | ... | Distrib. Turkie | [ 23 ]                 |
| Ni-Nickel | 7080                                          | Alyssum murale Wealdstandkit (Brassica)                                      | ...                                                        | ... | Distrib. Balkans | [ 23 ]                 |
| Ni-Nickel | 4590                                          | Alyssum obovatum (C.A. Mey) Turez (Brassica)                                 | ...                                                        | ... | Distrib. Russie | [ 23 ]                 |
| Ni-Nickel | 7290                                          | Alyssum oxycarpum Boiss. et Balansa (Brassica)                               | ...                                                        | ... | Distrib. Turquie | [ 23 ]                 |
| Ni-Nickel | 7600                                          | Alyssum peltarioides subsp. Virgatiforme Nyar. T.R. Dudley) (Brassica)       | ...                                                        | ... | Distrib. Turquie | [ 23 ]                 |
| Ni-Nickel | 21100                                         | Alyssum pinifolium (Nyar.) T.R. Dudley (Brassica)                            | ...                                                        | ... | Distrib. Turquie | [ 23 ]                 |
| Ni-Nickel | 22200                                         | Alyssum pterocarpum T.R. Dudley (Brassica)                                   | ...                                                        | ... | Distrib. Turquie | [ 23 ]                 |
| Ni-Nickel | 12500                                         | Alyssum robertianum Bernard ex Godronand Gren (Brassica)                     | ...                                                        | ... | Distrib. Corse | [ 23 ]                 |
| Ni-Nickel | 7860                                          | Alyssum penjwinensis T.R. Dudley (Brassica)                                  | ...                                                        | ... | Distrib. Iraq | [ 23 ]                 |
| Ni-Nickel | 18900                                         | Alyssum samariferum Boiss. & Hausskn. (Brassica)                             | ...                                                        | ... | Distrib. Samar | [ 23 ]                 |
| Ni-Nickel | 10000                                         | Alyssum serpyllifolium Desf. (Brassica)                                      | ...                                                        | ... | Distrib. Spain, Portugal | [ 23 ]                 |
| Ni-Nickel | 1280                                          | Alyssum singarense Boiss. et Hausskn. (Brassica)                             | ...                                                        | ... | Distrib. Iraq | [ 23 ]                 |
| Ni-Nickel | 10200                                         | Alyssum syriacum Nyar. (Brassica)                                            | ...                                                        | ... | Distrib. Syrie | [ 23 ]                 |
| Ni-Nickel | 6600                                          | Alyssum smolikanum Nyar. (Brassica)                                          | ...                                                        | ... | Distrib. Grèce | [ 23 ]                 |
| Ni-Nickel | 3420                                          | Alyssum tenium Halacsy (Brassica)                                            | ...                                                        | ... | Distrib. Grèce | [ 23 ]                 |
| Ni-Nickel | 11900                                         | Alyssum trapeziforme Nyar. (Brassica)                                        | ...                                                        | ... | Distrib. Turquie | [ 23 ]                 |
| Ni-Nickel | 17100                                         | Alyssum trodii Boiss. (Brassica)                                             | ...                                                        | ... | Distrib. Turquie | [ 23 ]                 |
| Ni-Nickel | 6230                                          | Alyssum virgatum Nyar. (Brassica)                                            | ...                                                        | ... | Distrib. Turquie | [ 23 ]                 |
| Ni-Nickel | ?                                             | Azolla filiculoides                                                          | Azolla fausse Filicule                                     | Cu(A), Pb(A), Mn(A) | Origine Afrique; espèce aquatique flottante | [ 6 ]                  |
| Ni-Nickel | 11400                                         | Bornmuellaria sp. petri Greuter Charpion et Dittrich (Brassica)              | ...                                                        | ... | Distrib. Grèce | [ 23 ]                 |
| Ni-Nickel |                                               | Bornmuellaria baldacii (Degen) Heywood (Brassica)                            | ...                                                        | ... | Distrib. Grèce | [ 23 ]                 |
| Ni-Nickel |                                               | Bornmuellaria glabrescens (Boiss. & Balansa) Cullen & T.R. Dudley (Brassica) | ...                                                        | ... | Distrib. Turquie | [ 23 ]                 |
| Ni-Nickel |                                               | Bornmuellaria tymphea (Hausskn.) Hausskn. (Brassica)                         | ...                                                        | ... | Distrib. Grèce | [ 23 ]                 |
| Ni-Nickel | ?                                             | Brassicaceae                                                                 | ?                                                          | Hyperaccumulateurs: Cd, Cs, Ni, Sr, Zn | Phytoextraction | [ 10 ]                 |
| Ni-Nickel | ?                                             | Brassica juncea                                                              | Chou faux Jonc ou Moutarde brune                           | Cd(A), Cr(A), Cu(H), Pb(H), Pb(P), Ur(A), Zn(H) | Cultivé | ,                      |
| Ni-Nickel | H-                                            | Burkea africana                                                              | ...                                                        | ... | Concentration élevée de nickel dans l'axe embryonnaire des graines. | ?                      |
| Ni-Nickel | 1050                                          | Cardamine resedifolia L. (Brassica)                                          | ...                                                        | ... | Distrib. Italie | [ 23 ]                 |
| Ni-Nickel | 540–1220                                      | Cuscuta californica var. breviflora Engelm. (Cuscutaceae)                    | ...                                                        | ... | Parasite de Streptanthus polygaloides et d'autres espèces, il peut accumuler Ni si la plante hôte en contient. Voir 'tolérance pour le métal dans l'article Phytoremédiation. | [ 42 ]                 |
| Ni-Nickel | ?                                             | Helianthus annuus                                                            | ...                                                        | ... | Phytoextraction & rhizofiltration | [ 10 ]                 |
| Ni-Nickel | ?                                             | Hybanthus floribundus                                                        | Shrub violet                                               | ... | ... | ,                      |
| Ni-Nickel | 18900                                         | Peltaria dumulosa Post (Brassica)                                            | ...                                                        | ... | Distrib. Asie | [ 23 ]                 |
| Ni-Nickel | 34400                                         | Peltaria emarginata (Boiss.) Hausskn. (Brassica)                             | ...                                                        | ... | Distrib. Grèce | [ 23 ]                 |
| Ni-Nickel | 1000 (3140)                                   | Pseudosempervirum sempervium Boiss. et Balansa) Pobed (Brassica)             | ...                                                        | ... | 372 cas relevés; origine Californie. (distrib. Turquie) | ,                      |
| Ni-Nickel | 1000 (17600)                                  | Pseudosempervirum aucheri ' (Boiss.) Pobed (Brassica)                        | ...                                                        | ... | 372 cas relevés; origine California (distrib. Turquie) | ,                      |
| Ni-Nickel | 14.900 à 27.700                               | Psychotira Douarrei                                                          | Ray-grass d'Italie                                         | Les vieilles feuilles contiennent plus de Ca, Fe, et Cr que les jeunes feuilles, mais moins de K, P, et Cu. Zn, Pb, Co, Mn, Mg ne montrent pas de variation significative due à l'âge des feuilles. | Rubiaceae. Origine California; 372 cas relevés. Le taux de conc. de Ni varie considérablement en fonction de l'âge de la feuille.                                             | [ 44 ]                 |
| Ni-Nickel | H-                                            | Salvinia molesta                                                             | Water Fern                                                 | Cr(H), Ni(H), Pb(H), Zn(A) | Origine Inde | [ 6 ]                  |
| Ni-Nickel | H-jusqu'à 26 % dans le xylème (matière sèche) | Pycnandra acuminata (Sapotaceae)                                             | Arbre à Nickel , Sève bleue                                | ? | Origine Calédonie | [ 23 ]                 |
| Ni-Nickel | H-                                            | Senecio coronatus                                                            | ...                                                        | ... | Présence de nickel dans la partie de la graine couvrant le radicule et dans le radicule même.                                                                                 | [ 46 ]                 |
| Ni-Nickel | 1000                                          | Shorea tenuiramulosa (Dipterocarpaceae)                                      | ...                                                        | ... | Arbre des Philippines | Proctor et al . (1989) |
| Ni-Nickel | H-                                            | Spirodela polyrhiza                                                          | Lenticule (Lentille-d'eau, Spirodèle) à nombreuses racines | Cd(H), Cr(H), Pb(H), Zn(A) | ? | ,                      |
| Ni-Nickel | 21,500                                        | Stackhousia tryonii Bailey (Stackhousiaceae)                                 | ...                                                        | ... | Origine Australie occidentale | Batianoff et al . 1990 |
| Ni-Nickel | 14800                                         | Streptanthus polygaloides Gray (Brassica)                                    | Milkwort Jewelflower                                       | ? | Le Ni offre quelque protection à S. polygaloides contre les champignons et bactéries pathogènes.                                                                              | [ 23 ]                 |
| Ni-Nickel | 2000                                          | Thlaspi bulbosum Spruner ex Boiss. (Brassica)                                | ...                                                        | ... | Distrib. Grèce | [ 23 ]                 |
| Ni-Nickel | 16200                                         | Thlaspi caerulescens (Brassica)                                              | Tabouret bleuâtre, Tabouret des bois                       | Cd(H), Cr(A), Co(H), Cu(H), Mo(H), Pb(H), Zn(H) | phytoextraction. | ,                      |
| Ni-Nickel | 52120                                         | Thlaspi cypricum Brnm. (Brassica)                                            | ...                                                        | ... | Distrib. Chypre | [ 23 ]                 |
| Ni-Nickel | 20800                                         | Thlaspi elegans Boiss. (Brassica)                                            | ...                                                        | ... | Distrib. Turquie | [ 23 ]                 |
| Ni-Nickel | 3000                                          | Thlaspi epirotum Halacsy (Brassica)                                          | ...                                                        | ... | Distrib. Grèce | [ 23 ]                 |
| Ni-Nickel | 12000                                         | Thlaspi goesingense Halacsy (Brassica)                                       | ...                                                        | ... | Distrib. Grèce | [ 23 ]                 |
| Ni-Nickel | 2440                                          | Thlaspi japonicum H. Boissieu(Brassica)                                      | ...                                                        | ... | Distrib. Japon | [ 23 ]                 |
| Ni-Nickel | 26900                                         | Thlaspi jaubertii Hedge(Brassica)                                            | ...                                                        | ... | Distrib. Turquie | [ 23 ]                 |
| Ni-Nickel | 13600                                         | Thlaspi Kovatsii Heuffel (Brassica)                                          | ...                                                        | ... | Distrib. Yougoslavie | [ 23 ]                 |
| Ni-Nickel | 5530                                          | Thlaspi montanum L. var. Montanum (Brassica)                                 | ...                                                        | ... | Distrib. États-Unis Le Ni offre quelque protection à T. montanum contre les fungi et bactéries pathogènes.                                                                    | [ 23 ]                 |
| Ni-Nickel | 4000                                          | Thlaspi ochroleucum Boiss. et Heldr. (Brassica)                              | ...                                                        | ... | Distrib. Grèce | [ 23 ]                 |
| Ni-Nickel | 35600                                         | Thlaspi oxyceras (Boiss.) Hedge (Brassica)                                   | ...                                                        | ... | Distrib. Turquie, Syrie | [ 23 ]                 |
| Ni-Nickel | H-                                            | Thlaspi pindicum                                                             | ...                                                        | ... | Espèce endémique aux sols dits "serpentins" en Grèce et Albanie. Nickel relativement abondant dans certaines parts de la graine (principalement le micropyle).                | ?                      |
| Ni-Nickel | 18300                                         | Thlaspi rotundifolium (L.) Gaudin var. corymbosum (Gay) (Brassica)           | ...                                                        | ... | Distrib. Europe Centrale | [ 23 ]                 |
| Ni-Nickel | 31000                                         | Thlaspi sylvium (as T. alpinim subsp. Sylvium) (Brassica)                    | ...                                                        | ... | Distrib. Europe Centrale | [ 23 ]                 |
| Ni-Nickel | 1800                                          | Thlaspi tymphaneum Hausskn. (Brassica)                                       | ...                                                        | ... | Distrib. Grèce | [ 23 ]                 |
| Ni-Nickel | 7000 (seulement 54 dans les fruits)           | Walsura monophylla Elm. (Meliaceae)                                          | ...                                                        | ... | Origine Philippines. | Baker et al. (1992)    |

## Table d'hyperaccumulateurs - Radionucléides, hydrocarbures et solvants organiques
| Polluant                             | Critères d'accumulation           | Nom latin                                                                         | Nom commun                                    | H-Hyperaccumulateur ou A-Accumulateur P-Précipitateur T-Tolérant                                          | Notes | Sources |
| ------------------------------------ | --------------------------------- | --------------------------------------------------------------------------------- | --------------------------------------------- | --- | --- | ------- |
| Pd-Palladium                         | ...                               | ...                                                                               | ...                                           | ... | pas de cas relevé | [ 51 ]  |
| Pt-Platine                           | ...                               | ...                                                                               | ...                                           | ... | pas de cas relevé | [ 8 ]   |
| Pu-238                               | ?                                 | Acer rubrum                                                                       | Érable rouge                                  | Cs-137, Sr-90                                                                                             | Arbre accumulant des radionucléides | [ 19 ]  |
| Pu-238                               | ?                                 | Liquidambar styraciflua                                                           | Liquidambar                                   | Cs-137, Sr-90                                                                                             | Arbre accumulant des radionucléides | [ 19 ]  |
| Pu-238                               | ?                                 | Liriodendron tulipifera                                                           | Tulipier                                      | Cs-137, Sr-90                                                                                             | Arbre accumulant des radionucléides | [ 19 ]  |
| Ra-Radium                            | ...                               | ...                                                                               | ...                                           | ... | pas de cas relevé | [ 8 ]   |
| Sr90-Strontium                       | ?                                 | Acer rubrum                                                                       | Érable rouge                                  | Cs-137, Pu-238                                                                                            | Arbre accumulant des radionucléides | [ 19 ]  |
| Sr90-Strontium                       | ?                                 | Brassicaceae                                                                      | ?                                             | Hyperaccumulators: Cd, Cs, Ni, Zn                                                                         | Phytoextraction | [ 10 ]  |
| Sr90-Strontium                       | ?                                 | Chenopodiaceae                                                                    | Beet, Quinoa, Russian thistle                 | Sr-90, Cs-137                                                                                             | Accumule des radionucléides | [ 19 ]  |
| Sr90-Strontium                       | ?                                 | Eichhornia crassipes                                                              | Jacinthe d'eau                                | Cs-137, U-234, 235, 238. Also Cd(H), Cr(A), Cu(A), Hg(H), Pb, Zn(A), et pesticides.                       | En pH de 9, accumule de fortes concentrations, apprx. 80 à 90 % dans les racines. | [ 19 ]  |
| Sr90-Strontium                       | ?                                 | Eucalyptus tereticornis                                                           | Forest redgum                                 | Cs-137 | Arbre accumulant des radionucléides | [ 19 ]  |
| Sr90-Strontium                       | H-                                | Helianthus annuus                                                                 | Tournesol                                     | ? | Taux d'absorption élevé. Phytoextraction & rhizofiltration. Accumule des radionucléides | ,       |
| Sr90-Strontium                       | ?                                 | Liquidambar styraciflua                                                           | Liquidambar                                   | Cs-137, Pu-238                                                                                            | Arbre accumulant des radionucléides | [ 19 ]  |
| Sr90-Strontium                       | ?                                 | Liriodendron tulipifera                                                           | Tulipier                                      | Cs-137, Pu-238                                                                                            | Arbre accumulant des radionucléides | [ 19 ]  |
| Sr90-Strontium                       | ?                                 | Lolium multiflorum                                                                | Ray-grass d'Italie                            | Ce | Associations mycorhiziennes : accumulent plus de césium-137 et de strontium-90 quand élevées dans de la tourbe de sphaigne que dans tout autre milieu, y compris argile, sable, silt, et compost.        | [ 19 ]  |
| Sr90-Strontium                       | ?                                 | Lolium perenne                                                                    | Ray-grass anglais, Ray-grass commun           | Ce | Accumule des radionucléides | [ 19 ]  |
| Sr90-Strontium                       | 1,5-4,5 % dans ses branches       | Pinus ponderosa, Pinus radiata                                                    | Pin Ponderosa, Pin de Monterey                | Cs-137 | Arbres accumulant des radionucléides dans leurs branches. | [ 19 ]  |
| Sr90-Strontium                       | ?                                 | Umbelliferae                                                                      | ...                                           | ... | Accumule des radionucléides | [ 19 ]  |
| Sr90-Strontium                       | ?                                 | Legume family                                                                     | ...                                           | ... | Accumule des radionucléides | [ 19 ]  |
| Sr90-Strontium                       | A-?                               | ...                                                                               | ...                                           | ... | ... | [ 8 ]   |
| U-Uranium                            | ?                                 | Amaranthus                                                                        | Amaranthe                                     | Cd(A), Cr(A), Cu(H), Ni(H), Pb(H), Pb(P), Zn(H).                                                          | Acide citrique chélateur, et voir note. Césium : concentration maximum atteinte à 35 jours de croissance.                                                                                                | ,       |
| U-Uranium                            | ?                                 | Brassica juncea, Brassica chinensis, Brassica narinosa                            | ?                                             | Cd(A), Cr(A), Cu(H), Ni(H), Pb(H), Pb(P), Zn(H)                                                           | Acide citrique en chélateur multiplie jusqu'à 1000 fois l'absorption d'U, et voir note. | ,       |
| U-Uranium                            | ?                                 | Eichhornia crassipes                                                              | Jacinthe d'eau                                | Cs-137, Sr-90, U-234, 235, 238. Also Cd(H), Cr(A), Cu(A), Hg(H), Pb, Zn(A), et pesticides.                | ? | [ 19 ]  |
| U-Uranium                            | 95 % of U in 24 hours.            | Helianthus annuus                                                                 | Tournesol                                     | ? | Phytoextraction & rhizofiltration. Accumule des radionucléides. Au niveau d'un site d'eaux usées contaminées à Ashtabula, Ohio, des plantes de 4 semaines ont accumulé plus de 95 % de l'U en 24 heures. | ,       |
| U-Uranium                            | ?                                 | Juniperus                                                                         | Juniper                                       | ? | Accumule les radionucléides dans ses racines | [ 19 ]  |
| U-Uranium                            | ?                                 | Picea mariana                                                                     | Epicéa noir                                   | ? | Arbre accumulant des radionucléides dans ses branches | [ 19 ]  |
| U-Uranium                            | ?                                 | Quercus                                                                           | Chêne                                         | ? | Arbre accumulant des radionucléides dans ses racines | [ 19 ]  |
| U-Uranium                            | ...                               | ...                                                                               | Russian Thistle (tumble weed)                 | ... | ... | ??      |
| U-Uranium                            | ?                                 | Salix viminalis L.                                                                | Osier vert, Saule des vanniers                | Cd, Pb, U. Also Ag, Cr, Hg, Se, Zn. MTBE.                                                                 | ? | ,       |
| U-Uranium                            | ?                                 | Silence eucapalis (en)                                                            | Bladder campion                               | ... | ... | ??      |
| U-Uranium                            | ?                                 | Zea Mays                                                                          | Maïs doux                                     | Cs | accumule le Césium dans les racines. | [ 19 ]  |
| U-Uranium                            | A-?                               | ...                                                                               | ...                                           | ... | ... | [ 8 ]   |
| Benzène                              | ?                                 | Chlorophytum comosum                                                              | ...                                           | ... | ... | [ 56 ]  |
| Benzène                              | ?                                 | Ficus elastica                                                                    | ...                                           | ... | ... | [ 56 ]  |
| Benzène                              | ?                                 | Kalanchoe blossfeldiana                                                           | ...                                           | ... | semble absorber le benzène de préférence au toluène. | [ 56 ]  |
| Benzène                              | ?                                 | Pelargonium domesticum (en)                                                       | ...                                           | ... | ... | [ 56 ]  |
| DDT                                  | ?                                 | Phanerochaete chrysosporium (en)                                                  | White rot fungus                              | , BTEX, Dieldrin, Endodulfan, Pentachloronitro-benzène, PCP                                               | Phytostimulation | [ 10 ]  |
| Fluoranthène                         | ?                                 | Cyclotella caspia (en)                                                            | ...                                           | ... | Taux approximatif de biodégradation au 1er jour : 35 %; au 6e jour : 85 % (taux de dégradation physique 5,86 % seulement).                                                                               | [ 57 ]  |
| Hydrocarbures                        | ?                                 | Mangrove                                                                          | spé Mangrove sse                              | ? | réduction moyenne de 45 % après 1 an | [ 58 ]  |
| Hydrocarbures                        | ?                                 | Cynodon dactylon (L.) Pers.                                                       | bermuda grass                                 | ? | réduction moyenne de 68 % après 1 an | [ 58 ]  |
| Hydrocarbures                        | ?                                 | Festuca arundinacea                                                               | Tall fescue                                   | ? | réduction moyenne de 62 % après 1 an | [ 36 ]  |
| Hydrocarbures                        | ?                                 | Pinus                                                                             | Pins                                          | TCE et produits dérivés, solvants organiques, MTBE                                                        | Phytocontainment | [ 10 ]  |
| Hydrocarbures                        | ?                                 | Salix spp.                                                                        | Osier-Saule                                   | TCE et produits dérivés, solvants organiques, MTBE. Pb, U. Ag, Cr, Hg, Se, Zn. MTBE.                      | Phytocontainment | [ 10 ]  |
| MTBE                                 | ?                                 | Pinus                                                                             | Pins                                          | TCE et produits dérivés, solvants organiques, petroleum [hydrocarbure]s                                   | Phytocontainment | [ 10 ]  |
| MTBE                                 | ?                                 | Salix spp.                                                                        | Osier-Saule                                   | TCE et produits dérivés, solvants organiques, petroleum [hydrocarbure]s. Pb, U. Ag, Cr, Hg, Se, Zn. MTBE. | Phytocontainment | [ 10 ]  |
| Pentachloronitro-benzène             | ?                                 | Phanerochaete chrysosporium (en)                                                  | White rot fungus                              | DDT, BTEX, Dieldrin, Endodulfan, PCP                                                                      | Phytostimulation | [ 10 ]  |
| PCB                                  | ?                                 | Rosa spp.                                                                         | Paul’s Scarlet Rose                           | ? | Phytodégradation | [ 10 ]  |
| PCP                                  | ?                                 | Phanerochaete chrysosporium (en)                                                  | White rot fungus                              | DDT, BTEX, Dieldrin, Endodulfan, Pentachloronitro-benzène                                                 | Phytostimulation | [ 10 ]  |
| Potassium ferrocyanide               | 8,64 % to 15,67 % of initial mass | Salix babylonica L., Salix matsudana Koidz, Salix matsudana Koidz × Salix alba L. | Weeping willow, Hankow willow, Hybrid willows | Pb, U. Ag, Cr, Hg, Se, Zn. MTBE.                                                                          | No ferrocyanide in air from plant transpiration. | [ 59 ]  |
| Radionucléides                       | ?                                 | Tradescantia bracteata (en)                                                       | Spiderworts                                   | ? | Indicateur pour radionucléides: les étamines (normalement bleu ou bleu-pourpre) deviennent roses quand exposés aux radionucléides                                                                        | [ 19 ]  |
| Solvants organiques                  | ?                                 | Pinus                                                                             | Pins                                          | TCE et by-products, MTBE, petroleum [hydrocarbure]s                                                       | Phytocontainment | [ 10 ]  |
| Solvants organiques                  | ?                                 | Salix spp.                                                                        | Osier-Saule                                   | TCE et by-products, MTBE, petroleum [hydrocarbure]s. Ag, Cr, Hg, Se, Zn. Pb, U. MTBE.                     | Phytocontainment | [ 10 ]  |
| TCE-trichloroéthylène                | ?                                 | Chlorophytum comosum                                                              | ...                                           | ... | la présence de TCE diminuerait le taux d'élimination du benzène et du méthane. | [ 56 ]  |
| TCE-trichloroéthylène et by-products | ?                                 | Pinus                                                                             | Pins                                          | Solvants organiques, MTBE, petroleum [hydrocarbure]s                                                      | Phytocontainment | [ 10 ]  |
| TCE-trichloroéthylène et by-products | ?                                 | Salix spp.                                                                        | Osier-Saule                                   | Solvants organiques, MTBE, petroleum [hydrocarbure]s. Aussi Pb, U et Ag, Cr, Hg, Se, Zn. MTBE.            | Phytocontainment | [ 10 ]  |
| ...                                  | ...                               | ...                                                                               | Bananier                                      | ... | Système de racines extra-dense, bon pour rhizofiltration | ?       |
| ...                                  | ...                               | ...                                                                               | Papyrus                                       | ? | Système de racines extra-dense, bon pour rhizofiltration | ?       |
| ...                                  | ...                               | ...                                                                               | Taros                                         | ? | Système de racines extra-dense, bon pour rhizofiltration | ?       |
| ...                                  | ...                               | Brugmansia spp.                                                                   | Angel's trumpet                               | ? | Plante marécageuse supportant des milieux semi-anaérobiques, employées dans les bassins de traitement des eaux usées.                                                                                    | ?       |
| ...                                  | ...                               | Caladium                                                                          | ...                                           | ... | Plante marécageuse supportant des milieux semi-anaérobiques, employées dans les bassins de traitement des eaux usées.                                                                                    | ?       |
| ...                                  | ...                               | Caltha palustris                                                                  | Populage des marais                           | ? | Plante marécageuse supportant des milieux semi-anaérobiques, employées dans les bassins de traitement des eaux usées.                                                                                    | ?       |
| ...                                  | ...                               | Iris pseudacorus                                                                  | Iris des marais, Iris jaune                   | ? | Plante marécageuse supportant des milieux semi-anaérobiques, employées dans les bassins de traitement des eaux usées.                                                                                    | ?       |
| ...                                  | ...                               | Mentha aquatica                                                                   | Menthe aquatique                              | ? | Plante marécageuse supportant des milieux semi-anaérobiques, employées dans les bassins de traitement des eaux usées.                                                                                    | ?       |
| ...                                  | ...                               | Scirpus lacustris                                                                 | Jonc des marais?                              | ? | Plante marécageuse supportant des milieux semi-anaérobiques, employées dans les bassins de traitement des eaux usées.                                                                                    | ?       |
| ...                                  | ...                               | Typha latifolia                                                                   | Massette à larges feuilles                    | ? | Plante marécageuse supportant des milieux semi-anaérobiques, employées dans les bassins de traitement des eaux usées.                                                                                    | ?       |
| ...                                  | ...                               | ...                                                                               | Peuplier hydride, Willow, Cottonwood, Aspen   | ? | Croissance rapide, robuste, facile à planter et à maintenir, utilise beaucoup d'eau par évapotranspiration et transforme les contaminants concernés en produits non toxiques ou moins toxiques.          | [ 26 ]  |
| ...                                  | ...                               | ...                                                                               | ...                                           | ... | ... | ...     |